# Lípa velkolistá v zámeckém parku, Chyše

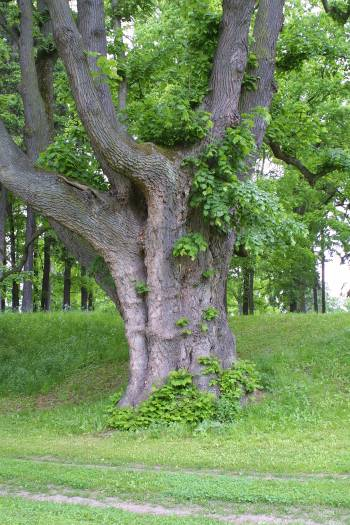
Detail kmene

V parku zámeckém parku v obci Chyše roste památná[zdroj?] lípa velkolistá (Tilia platyphyllos). Měřený obvod kmene je 693 cm a její výška dosahuje 25 m. Její hlavní větve jsou v koruně staženy lany.